# Mariánské Lázně

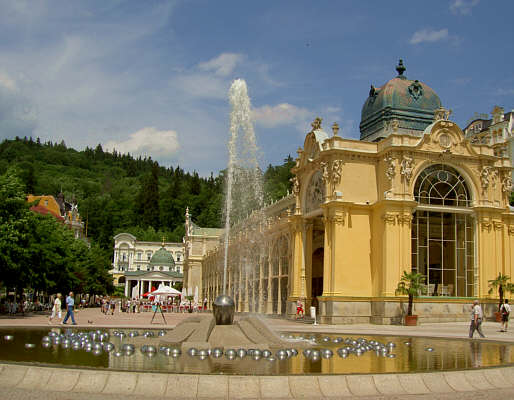
Mariánské Lázně

Mariánské Lázně (în germană Marienbad) este un oraș, stațiune balneară cu 14.300 loc. situat în regiunea Karlovy Vary  (Okres Cheb din Karlovarský kraj) din vestul Cehiei. Orașul se află la altitudinea de 630 m deasupra n.m. m între granița cu Bavaria (Oberpfalz) și Kaiserwald (Slavkovský Les) într-o vale cu pantă domoală spre sud.